# Florian Horwath
Florian Horwath (* 1972 in Tirol) ist ein österreichischer Musiker.

## Leben
Florian Horwath arbeitete seit Mitte der 1990er-Jahre beim Radiosender FM4. Er war auch als DJ Tschamba Fii aktiv und legte bevorzugt die Genres Indie und Elektropop auf.
Gemeinsam mit Michael Kuhn („Michelle Grinser“) bildete er das Elektropop-Duo Grom.
2005 veröffentlichte Horwath sein Debütalbum We Are All Gold. Im Jahr 2010 war er für den FM4 Award, der im Rahmen des Amadeus Austrian Music Award verliehen wird, nominiert. Im selben Jahr trat er beim Popfest auf der Seebühne auf. Horwath trug zusammen mit Cosmix Music den Soundtrack zum Film Wie man leben soll bei. Er lebt in Berlin. Horwath ist mit der österreichischen Schauspielerin Doris Schretzmayer verheiratet, mit der er einen gemeinsamen Sohn hat. Für den Film High Performance lieferte er den Titelsong The Last Unicorn, außerdem wirkte er in einer Nebenrolle mit. Für Hochwald wurde er im Rahmen der Verleihung des Österreichischen Filmpreises 2021 in der Kategorie Beste Musik ausgezeichnet.

## Diskografie

### Alben
- 2005: We Are All Gold, Louisville Records
- 2008: Sleepyhead, Roof Music
- 2010: Speak to Me Now, Stereo Deluxe
- 2014: And Then We Explode (als The Florian Horwath Ensemble), Wohnzimmer Records

### Singles & EPs
- 2005: When the Light Came Around, Louisville Records
- 2007: Seelenluft Featuring Florian Horwath – Horse With No Name, International Deejay Gigolo Records
- 2009: Yeah Yeah Yeah Yeah Remixed, Roof Records
- 2012: The Last Unicorn, Wohnzimmer Records

## Filmografie (Auswahl)
- 2011: Wie man leben soll
- 2014: High Performance – Mandarinen lügen nicht
- 2015: Gruber geht
- 2020: Hochwald

## Auszeichnungen
- Österreichischer Filmpreis 2021 – Auszeichnung in der Kategorie Beste Musik für Hochwald[7]